# Maleise bospatrijs
De Maleise bospatrijs (Arborophila campbelli) is een vogel uit de familie fazantachtigen (Phasianidae). De wetenschappelijke naam van de soort is voor het eerst geldig gepubliceerd in 1904 door Robinson.

## Voorkomen
De soort is endemisch in Maleisië.

## Beschermingsstatus
Op de Rode Lijst van de IUCN heeft de soort de status veilig.